# 大宁堂
大宁堂（大宁堂药店、太原大宁堂药业有限公司）位于中华人民共和国山西省太原市钟楼街143号，是太原市历史最老的中药店之一。

## 沿革
大宁堂的创始人是清朝初期的太原秀才陈又玄（陈谧），他与傅山为友，曾参加抗清斗争。大宁堂在产地岢岚县专设了大德堂分号，收购药材。它在选料上追求地道高质量，加工炮制上沿用傅山的“筛、罗、箕、挑、蒸、烫、炙、锻”的八字秘诀，其以生产血晕止迷散、和合丸与二仙丸为著称。1911年辛亥革命中，大宁堂曾被焚毁，后又重修复业。1956年公私合营，由太原中药厂生产。1989年，老店进行翻修。2019年5月，山西省商务厅公示了首批“三晋老字号”名单，其中包括太原大宁堂药业有限公司的“大宁堂”通过审核进行公示。